# 2007年9月逝世人物列表
2007年逝世人物列表：1月 - 2月 - 3月 - 4月 - 5月 - 6月 - 7月 - 8月 - 9月 - 10月 - 11月 - 12月
2007年9月逝世人物列表，是用於匯總2007年9月期間逝世人物的列表。

## 依日期排序

### 1日
- Robert H. Ahmanson，80歲，美國商人和慈善家，心臟病發作。[1]
- 湯瑪斯·梅迪納·加拉加斯（Tomás Medina Caracas），42歲，哥倫比亞哥倫比亞革命武裝力量遊擊隊成員，軍事行動。[2]
- 拉塞爾·艾靈頓（Russell Ellington），69歲，美國籃球教練，哈萊姆環球旅行者隊，肺癌。[3]
- 亞伯拉罕·戈德堡爵士（Sir Abraham Goldberg），83歲，蘇格蘭醫生和醫學科學家。[4]
- 莎莉·海利（Sally Haley），99歲，美國畫家，自然原因。[5]
- 羅伊·麥肯齊爵士（Sir Roy McKenzie），84歲，紐西蘭慈善家、馬具賽種者、訓練師和參賽者。[6]
- Viliam Schrojf，76歲，斯洛伐克前足球守門員。[7]
- 約翰·斯科特（John T. Scott），67歲，黑人雕塑家和藝術家。[8]

### 2日
- Rajae Belmlih，45歲，摩洛哥歌手，癌症。[9]
- 安東尼·戴（Anthony Day），74歲，《洛杉磯時報》美國社論版編輯，肺氣腫。[10]
- Robert Fidgeon，65歲，澳大利亞電視專欄作家和評論家，癌症。[11]
- 薩菲特·伊索維奇，71歲，波士尼亞歌手。[12]
- 瑪西婭·梅·鐘斯（Marcia Mae Jones），83歲，美國女演員（《海蒂》《這三個人》）。[13]
- Max McNab，83歲，加拿大冰球運動員、教練和NHL總經理。[14]
- 派特·諾頓（Pat Norton），88歲，澳大利亞奧運仰泳游泳運動員。[15]
- 比爾·羅賓遜（Bill Robinson），88歲，澳大利亞足球運動員。[16]

### 3日
- 卡尔·阿尔布雷希特（Carter Albrecht），34歲，美國鍵盤手和吉他手（Edie Brickell和New Bohemians），被槍殺。[17]
- 克拉克·拜納姆，45歲，美國籃球運動員（克萊姆森老虎隊），2000年劫機英雄，癌症。[18]
- 古斯塔沃·埃貝托（Gustavo Eberto），24歲，阿根廷足球運動員（博卡青年隊），睾丸癌。[19]
- 哈米什·福布斯爵士，91歲，英國士兵和貴族。[20]
- 史蒂夫·福塞特（Steve Fossett），63歲，美國冒險家，空難。[21]
- 西德·傑克遜（Syd Jackson），68歲，紐西蘭毛利人權利活動家，癌症患者。[22]
- Gift Leremi，22歲，南非國際足球運動員，車禍。[23]
- 唐·馬婁尼（Don Maloney），79歲，美國作家，日本作家。[24]
- Janis Martin，67歲，美國歌手，癌症。[25]
- 邁克爾·普拉特勳爵，61歲，英國作家和貴族。[26]
- 史蒂夫·瑞恩（Steve Ryan），60歲，美國演員（《西翼》《美國夢》《爸爸》）。[27]
- 瑪麗亞·塞佩斯（Mária Szepes），98歲，匈牙利作家。[28]
- 簡·湯姆林森（Jane Tomlinson），43歲，英國癌症活動家，癌症。[29]

### 4日
- 迈克尔·埃文斯（Michael Evans），87歲，美國演員。[30]
- Bhamidipati Radhakrishna，77歲，印度劇作家和編劇。[31]
- 庫馬里·魯克米尼（Kumari Rukmini），78歲，印度女演員和舞蹈家。[32]
- 吉吉·薩巴尼（Gigi Sabani），54歲，義大利電視節目主持人，心臟病發作。[33]
- 約翰·斯科特（John Scott），第9代布克勒赫公爵（Duke of Buccleuch），83歲，英國政治家和貴族。[34]
- 濑岛龙三，95歲，日本學者，亞洲大學董事會主席，二戰戰略家。[35]
- 塞思·托比亞斯（Seth Tobias），44歲，美國電視評論員，CNBC的Squawk Box財經評論員。[36]

### 5日
- 朱麗葉塔·坎波斯（Julieta Campos），75歲，古巴裔墨西哥作家，癌症。[37]
- 段义和，61歲，中國國會議員，他安排謀殺了他的情婦，並被處決。[38]
- 詹妮弗·鄧恩（Jennifer Dunn），66歲，華盛頓美國眾議員（1993-2005），肺栓塞。[39]
- 保羅·吉爾莫（Paul Gillmor），68歲，自1989年起擔任俄亥俄州美國眾議員。[40]
- 愛德華·格拉姆利希（Edward Gramlich），68歲，美國經濟學教授，聯邦儲備系統理事，淋巴細胞白血病。[41]
- 夏洛特·紮克（Charlotte Zucker），86歲，美國女演員。
- 湯瑪斯·漢森（Thomas Hansen），31歲，挪威音樂家，被稱為“聖湯瑪斯”，濫用藥物。[42]
- D·詹姆斯·甘迺迪（D. James Kennedy），76歲，美國福音派新教牧師和神學家，珊瑚嶺事工的創始人。[43]
- 尼科斯·尼古拉迪斯（Nikos Nikolaidis），67歲，希臘電影導演，肺水腫。[44]

### 6日
- Martin Čech，31歲，捷克國際冰球運動員，車禍。[45][46]
- Eva Crane，95歲，英國蜜蜂專家。[47][48]
- 艾倫·克里特（Allan Crite），97歲，美國藝術家，自然原因。[49]
- 比利·達內爾（Billy Darnell），81歲，1940年代至1960年代的美國職業摔跤手，以與巴迪·羅傑斯（Buddy Rogers）的不和而聞名。[50]
- 沃爾夫岡·弗蘭克（Wolfgang Franke），95歲，德國漢學家。[51]
- Evald Gering，89歲，加拿大奧運射擊運動員。[52]
- 伊恩·格雷（Ian Gray），69歲，英國漫畫作家。[53]
- 傑克·霍克斯（Jack Hawkes），92歲，英國植物學家。[54]
- 約翰·凱利（John Kelly），71歲，臨時愛爾蘭共和軍創始成員和北愛爾蘭議會議員（1998-2003），癌症。[55]
- 瑪德琳·恩格爾（Madeleine L'Engle），88歲，美國作家（《時間的皺紋》），自然原因。[56]
- 李愛情，20歲，韓國女演員，腦癌併發症。[57]
- 羅納德·馬吉爾（Ronald Magill），87歲，英國演員（《埃默代爾農場的阿莫斯·布萊爾》）。[58][59]
- 比爾·穆勒（Bill Muller），42歲，美國影評人和記者。[60]
- 鲁契亚诺·帕瓦罗蒂，71歲，義大利歌劇男高音，胰腺癌。[61]
- 珀西·羅德裡格斯（Percy Rodriguez），89歲，加拿大角色演員和電影預告片旁白，腎臟問題。[62]
- 拜倫·史蒂文森（Byron Stevenson），50歲，英國足球運動員（威爾士，利茲聯，伯明罕城），喉癌。[63]

### 7日
- 約翰·康普頓爵士，82歲，聖盧西亞總理（1979年，1982-1996年，2006-2007年），中風。[64]
- 諾曼·迪利（Norman Deeley），73歲，英國足球運動員（伍爾弗漢普頓流浪者隊）。[65]
- Russell E. Dougherty，87歲，美國前戰略空軍司令部總司令。[66]
- 約瑟夫·埃施巴赫（Joseph W. Eschbach），74歲，美國醫生和腎臟專家，他的研究導致了貧血的治療，癌症。[67]
- 約瑟夫·魯道夫·格萊姆斯，84歲，利比里亞外交部長（1960-1972）。[68]
- 西德尼·萊維斯（Sidney Leviss），90歲，美國政治家和法官。[69]
- 加布里埃爾·巴庫斯·馬修斯，59歲，利比里亞外交部長（1980—1981年，1990—1993年）。[70]
- 馬克·威爾（Mark Weil），55歲，烏茲別克戲劇導演，被刺傷。[71]

### 8日
- 貝瑟爾勳爵，69歲，英國東歐和中歐歷史學家，人權活動家，帕金森病。[72]
- 讓-法蘭索瓦·比佐（Jean-FrançoisBizot），63歲，法國記者，新星電臺“Actuel”的創作者，癌症。[73]
- 阿德里安·埃斯奎諾·利斯科（Adrian Esquino Lisco），68歲，薩爾瓦多原住民權利活動家和精神領袖，糖尿病併發症。[74]
- 文森特·瑟文蒂（Vincent Serventy），91歲，澳大利亞作家和環保主義者。[75]

### 9日
- Hannes Brewis，87歲，南非橄欖球聯盟球員。[76]
- 安吉·布魯克斯（Angie Brooks），78歲，利比里亞外交官和法學家。[77]
- 伊恩·坎贝尔（Ian Campbell），81歲，英國政治家，鄧巴頓郡西部（1970-1983）和敦巴頓（1983-1987）的議員。[78]
- 韩鼎祥，71歲，中國羅馬天主教主教，因忠於梵蒂岡而被拘留。[79]
- 阿什克·薩德克（ASHK Sadek），73歲，孟加拉國政治家。[80]
- Helmut Senekowitsch，73歲，奧地利足球運動員和經理。[81]
- 佐兰·塔利奇（Zoran Tadić），66歲，克羅埃西亞電影導演。[82]
- 休吉·托馬森（Hughie Thomasson），55歲，美國吉他手（Outlaws），心臟病發作。[83]
- 塔斯克·沃特金斯，88歲，英國法學家和商人，上訴大法官和前WRU主席，在短暫生病後。[84]
- 徐四民，93歲，香港雜誌出版人，親北京支援者，器官衰竭。[85]

### 10日
- 洛雷塔·金·哈德勒（Loretta King Hadler），90歲，美國電影女演員，自然原因。[86]
- James Leasor，83歲，英國小說家和傳記作家。[87]
- 乔·兰茨（Joe Rantz），93歲，美國賽艇運動員，曾參加1936年夏季奧運會。[88]
- 安妮塔·羅迪克夫人（Dame Anita Roddick），64歲，英國企業家，The Body Shop創始人，腦出血。[89]
- 亞瑟·羅斯（Arthur Ross），96歲，美國商人和慈善家，以對中央公園的貢獻而聞名。[90]
- 喬·夏洛克（Joe Sherlock），76歲，科克東的愛爾蘭Teachta Dála（1981-1982,1987-1992,2002-2007）。[91]
- 泰德·斯蒂芬（Ted Stepien），82歲，美國商人，克利夫蘭騎士隊前老闆。[92]
- 恩里克·托雷斯（Enrique Torres），85歲，美國職業摔跤手。[93]
- 珍·惠曼（Jane Wyman），90歲，美國奧斯卡金像獎獲獎女演員（約翰尼·貝琳達），1984年金球獎得主（獵鷹紋章），羅納德·雷根（Ronald Reagan）的第一任妻子。[94]

### 11日
- 約翰·加勒特（John Garrett），76歲，英國政治家，1974-1983年和1987-1997年擔任諾維奇南部議員。[95]
- 伊恩·波特菲爾德（Ian Porterfield），61歲，英國足球運動員和經理（1973年桑德蘭足總杯冠軍），結腸癌。[96]
- 80歲的美國探險家和宗教神秘主義者吉恩·薩沃伊（Gene Savoy）聲稱在秘魯發現了40多個失落的城市，這是自然原因。[97]
- 詹姆斯·F·史密斯（James F. Smith），84歲，美國政治家。[98]
- Willie Tee，63歲，美國創作歌手和製作人，結腸癌。[99]
- Joe Zawinul，75歲，奧地利爵士鍵盤手和作曲家，天氣報告創始人，癌症。[100]

### 12日
- 鮑比·伯德（Bobby Byrd），73歲，美國靈魂/放克歌手，癌症。[101]
- 達里爾·霍爾頓（Daryl Holton），45歲，美國被定罪的殺人犯，47年來田納西州第一位被電椅處決的人。[102]
- 菲爾·弗蘭克（Phil Frank），64歲，美國漫畫家，腦癌。[103]
- Lou Kretlow，86歲，美國棒球投手。[104]

### 13日
- 阿卜杜勒·薩塔爾·阿布·里沙（Abdul Sattar Abu Risha），37歲，伊拉克安巴爾救世委員會領導人，簡易爆炸裝置。[105]
- 加埃塔諾·阿爾菲（Gaetano Arfé），81歲，義大利政治家。[106]
- 羅伯特·貝茨（Robert Bates），96歲，美國登山家。[107]
- 勞雷爾·伯奇（Laurel Burch），61歲，美國藝術家，石骨症。[108]
- 菲爾·弗蘭克（Phil Frank），64歲，美國漫畫家，腦瘤。[109]
- 比爾·格裡菲斯（Bill Griffiths），59歲，英國詩人和盎格魯-撒克遜學者。[110]
- 奧吉·希伯特（Augie Hiebert），90歲，美國人，建立了阿拉斯加第一家電視台（KTVA），癌症。[111]
- 內維爾·傑弗裡斯（Neville Jeffress），87歲，澳大利亞媒體監測公司（Media Monitors Australia）創始人，肺炎。[112]
- 科林·米切尔（Colin Mitchell），78歲，英國板球運動員。[113]
- 克雷爾·奧利弗（Clare Oliver），26歲，澳大利亞癌症活動家，黑色素瘤。[114]
- 阿卜杜勒·薩塔爾·布扎伊·里沙維（Abdul Sattar Buzaigh al-Rishawi），35歲，伊拉克安巴爾救世委員會領導人，炸彈。[115]
- Whakahuihui Vercoe，79歲，紐西蘭退休聖公會大主教。[116]

### 14日
- 羅伯特·霍尼科姆爵士，86歲，英國冶金學家。[117]
- 雅克·馬丁（Jacques Martin），74歲，法國主持人，塞西莉亞·薩科齊（Cécilia Sarkozy）的前夫，癌症。[118]
- 埃米利奧·魯伊斯·德爾里奧（Emilio Ruiz del Rio），84歲，西班牙布景師（《潘神的迷宮》），呼吸衰竭。[119]
- Benny Vansteelant，30歲，比利時世界冠軍，雙人三項，自行車事故。[120]

### 15日
- 萊斯利·霍利根（Leslie Holligan），29歲，圭亞那足球運動員，心力衰竭。[121]
- 科林·麦克雷（Colin McRae），39歲，英國世界拉力賽冠軍，直升機墜毀。[122]
- 傑里米·摩爾爵士（Sir Jeremy Moore），79歲，英國士兵，福克蘭群島戰爭中英國陸軍司令。[123]
- Specs Powell，85歲，美國爵士鼓手，腎病。[124]
- 厄尼·倫澤爾，100歲，美國政治家，聖約瑟市長（1945-1946），“聖約瑟國際機場之父”。[125]
- 阿爾德馬羅·羅梅羅，79歲，委內瑞拉作曲家、鋼琴家和指揮家，腸梗阻併發症。[126]
- 佈雷特·薩默斯（Brett Somers），83歲，美國女演員，喜劇演員和小組成員（Match Game），胃癌和結腸癌。[127]

### 16日
- Jean Balissat，71歲，瑞士音樂家。[128]
- Peter Cleeland，69歲，澳大利亞政治家，麥克尤恩MHR（1984-1990,1993-1996），運動神經元疾病。[129]
- 羅伯特·喬丹，58歲，美國奇幻小說家（《時間之輪》），心臟澱粉樣變性。[130][131]
- 卡爾·蘭普頓，93歲，美國政治家，猶他州州長（1965-1977），癌症。[132]
- Garrard “Buster” Ramsey，87歲，美式橄欖球運動員和教練，肺炎。[133]

### 17日
- 吉姆·弗納（Jim Furner），79歲，澳大利亞軍事情報局局長。[134]
- 斯蒂芬·梅德卡夫（Stephen Medcalf），70歲，英國學者。[135]
- 拉帕尼·哈利洛夫（Rappani Khalilov），37歲，車臣武裝分子，Shariat Jamaat領導人，恐怖分子，被俄羅斯軍隊殺害。
- 莫里斯·金，72歲，美國籃球運動員。[136]
- 夏洛特·刘易斯（Charlotte Lewis），52歲，美國籃球運動員。[137]

### 18日
- 奧古斯都·阿金洛耶（Augustus Akinloye），91歲，奈及利亞政治家，伊巴丹人民黨創始人。[138]
- 本雅明·約瑟夫·布里亞，51歲，印尼羅馬天主教主教，登巴薩主教。[139]
- 84歲的美國化學家諾曼·蓋洛德（Norman Gaylord）開發了滲透性隱形眼鏡。[140]
- 內特·希爾，41歲，美式橄欖球運動員（綠灣包裝工隊、邁阿密海豚隊、華盛頓紅人隊）。[141]
- Pepsi Tate，42歲，英國貝斯手（Tigertailz），胰腺癌。[142]
- Len Thompson，60歲，澳大利亞足球運動員（1965-1980），心臟病發作。[143]

### 19日
- 34歲的伊拉克雕塑家巴塞姆·哈馬德·達維里（Bassem Hamad al-Dawiri）取代了在2003年入侵伊拉克期間被的薩達姆·侯賽因（Saddam Hussein）雕像，車禍。[144]
- 安托萬·加內姆（Antoine Ghanem），64歲，黎巴嫩政治家，國會議員，汽車炸彈。[145]
- 邁克·奧斯本（Mike Osborne），66歲，英國爵士音樂家。[146]
- 弗拉特科·帕夫萊蒂奇，76歲，克羅埃西亞政治家，議會議長（1995-1999），代理總統（1999-2000）。[147]
- H. Emory Widener， Jr.，83歲，美國法學家（美國第四巡迴上訴法院），肺癌。[148]

### 20日
- 馬隆·克拉克（Mahlon Clark），84歲，美國單簧管演奏家，自然原因。[149]
- 海倫·伊萊恩·弗里曼（Helen Elaine Freeman），75歲，美國瀕危物種（雪豹）宣導者，肺病。[150]
- 約翰尼·加文（Johnny Gavin），79歲，愛爾蘭國際足球運動員，諾維奇城創紀錄的射手。[151]
- Kaljo Kiisk，81歲，愛沙尼亞演員、電影導演和政治家。[152]
- 維克多·謝爾舒諾夫（Viktor Shershunov），56歲，俄羅斯科斯特羅馬州州長，車禍。[153]
- Labah Sosseh，64歲，塞內加爾歌手。[154]
- 愛德華·湯姆金斯爵士，91歲，英國外交官，駐荷蘭和法國大使。[155]

### 21日
- Hallgeir Brenden，78歲，挪威越野滑雪運動員，金牌得主（1952年和1956年冬季奧運會）。[156]
- 鮑勃·柯林斯（Bob Collins），61歲，澳大利亞ALP參議員（1987-1998）和部長（1990-1996），因酒精和藥物過量自殺。[157]
- 愛麗絲·古斯利（Alice Ghostley），84歲，美國女演員（《設計女性》《殺死一隻知更鳥》《油脂》），托尼獎得主（1965年），結腸癌。[158]
- 伊恩·吉爾摩（Ian Gilmour），克雷格米勒男爵吉爾摩（Baron Gilmour），81歲，英國政治家。[159]
- 雷克斯·漢巴德（Rex Humbard），88歲，美國電視佈道家，充血性心力衰竭。[160]
- 保羅·康斯勒，94歲，法國奧運射擊運動員。[161]
- 弗洛里亞·拉斯基（Floria Lasky），84歲，美國娛樂律師和訴訟律師，癌症。[162]
- 安赫爾·羅梅羅（Ángel Romero），75歲，墨西哥奧運自行車運動員。[163]
- 佩塔尔·斯坦鲍利奇，95歲，塞爾維亞社會主義共和國塞爾維亞總理（1978-1982），南斯拉夫總統（1982-1983）。[164]
- Coral Watts，53歲，美國連環殺手，前列腺癌併發症。[165]
- 吳相湘，92歲，中國歷史學家。[166]

### 22日
- 阿爾伯特·富勒（Albert Fuller），81歲，美國大鍵琴演奏家，阿斯頓麥格納基金會和音樂節的創始人。[167]
- 赫伯特·加倫（Herbert Gallen），92歲，美國董事長兼艾倫·特雷西（Ellen Tracy）運動服的所有者。[168]
- 卡爾·哈德曼（Karl Hardman），80歲，美國恐怖電影製片人和演員。[169]
- 理查·霍恩比，85歲，英國政治家和商人。[170]
- Marcel Marceau，84歲，法國啞劇藝術家。[171]
- 威廉·羅傑斯（William D. Rogers），80歲，亨利·基辛格（Henry Kissinger）的美國顧問，心臟病發作。[172]
- 阿裡-穆罕默德·瓦爾卡，95歲，伊朗出生的巴哈伊信仰領袖。[173]

### 23日
- 倫佐·巴比耶里（Renzo Barbieri），67歲，義大利作家。[174]
- 肯·丹比（Ken Danby），67歲，加拿大畫家。[175]
- 伊萬·辛德拉克（Ivan Hinderaker），91歲，美國學者，加州大學河濱分校校長（1964-1979）。[176]
- 約翰·克利爾（John Klier），62歲，英裔美國作家和歷史學家。[177]

### 24日
- 傑夫·坎內爾（Geoff Cannell），65歲，馬恩島議員，眾議院和體育廣播員，中風。[178]
- 特裡·康諾利（Terry Connolly），49歲，澳大利亞首都領地最高法院法官，心臟病發作。[179]
- 庫爾特·朱利葉斯·戈德斯坦（Kurt Julius Goldstein），92歲，德國記者和奧斯威辛集中營倖存者。[180]
- 安德列·戈茲（André Gorz），84歲，奧地利出生的法國社會哲學家，自殺。[181]
- 弗蘭克·海德（Frank Hyde），91歲，澳大利亞橄欖球聯盟球員和評論員。[182]
- 逢坂浩司，44歲，日本Bones創始人，癌症。[183]
- 沃尔夫冈·帕诺夫斯基（Wolfgang K. H. Panofsky），88歲，美國物理學家，SLAC前主任，心臟病發作。[184]
- 弗蘭克·謝林（Frank Sherring），93歲，加拿大政治家，阿爾伯塔省萊斯布里奇市市長（1962-1968），癌症。[185]
- 奧托·斯派克（Otto Spacek），89歲，捷克二戰英雄。[186]
- Lenore Tawney，100歲，美國纖維藝術家。[187]

### 25日
- 海達爾·阿卜杜勒-沙菲（Haidar Abdel-Shafi），88歲，巴勒斯坦談判代表，胃癌。[188]
- 派翠克·伯克（Patrick Bourque），29歲，加拿大貝斯吉他手（Emerson Drive），自殺。[189]
- 漢斯·科爾伯格（Hans Colberg），95歲，丹麥足球運動員。[190]
- 安德列·艾默裡奇（André Emmerich），82歲，德國出生的美國藝術品轉銷商，中風併發症。[191]
- Jana Krishnamurthi，79歲，印度政治家，印度人民黨主席（2001-2007）。[192]
- 邁克爾·韋恩·理查（Michael Wayne Richard），48歲，美國殺人犯，注射死刑。[193]
- 比爾·沃勒（Bill Waller），95歲，美國大學橄欖球教練。[194]

### 26日
- 斯坦尼斯拉夫·安德列斯基（Stanislav Andreski），88歲，波蘭社會學家。[195]
- 羅伯特·布魯斯（Robert Bruss），67歲，美國房地產律師和專欄作家，癌症。[196]
- 維爾瑪·韋恩·道森（Velma Wayne Dawson），94歲，Howdy Doody木偶的美國創作者。[197]
- 安吉拉·蘭伯特（Angela Lambert），67歲，英國記者、歷史學家和小說家。[198]
- Erik Hazelhoff Roelfzema，90歲，荷蘭特工、作家和商人。[199]
- 蘭迪·范·霍恩（Randy Van Horne），83歲，美國電視主題曲（The Flintstones，The Jetsons）歌手，癌症。[200]
- 比爾·沃茨（Bill Wirtz），77歲，NHL芝加哥黑鷹隊的美國老闆，癌症。[201]

### 27日
- 內納德·波格丹諾維奇，53歲，塞爾維亞政治家，貝爾格萊德市長（2004-2007），淋巴瘤。[202]
- 戴爾·休斯頓（Dale Houston），67歲，美國音樂家（戴爾和格蕾絲）。[203]
- 長井健司，50歲，日本視頻記者，被槍殺。[204]
- 比爾·佩里（Bill Perry），77歲，南非出生的英國足球運動員，癌症。[205]
- Marjatta Raita，63歲，芬蘭女演員，癌症。[206]
- George Rieveschl，91歲，美國發明家（Benadryl），肺炎。[207]
- Israel Segal，63歲，以色列作家和記者，心力衰竭。[208]
- Avraham Shapira，93歲，以色列拉比，以色列德系猶太人首席拉比（1983-1993）。[209]

### 28日
- René Desmaison，77歲，法國登山家。[210]
- 查理斯·格裡菲斯（Charles B. Griffith），77歲，美國編劇。[211]
- 伊芙琳·奈特（Evelyn Knight），89歲，美國歌手，肺癌。[212]
- 亞當·科茲沃維茨基，96歲，波蘭出生的羅馬天主教主教，盧薩卡大主教（1955-1969）。[213]
- 彼得·柯伊伯（Peter Kuiper），78歲，荷蘭出生的德國演員。[214]
- 馬丁·馬努利斯（Martin Manulis），92歲，美國電視和電影製片人，艾美獎得主。[215]
- 沃利·帕克斯（Wally Parks），94歲，美國飆車和熱棒先驅，肺炎。[216]
- 德里克·沙克爾頓（Derek Shackleton），83歲，英國板球運動員（漢普郡和英格蘭）。[217]
- 哈米德·希爾扎德漢，66歲，伊朗足球運動員，肺癌。[218]

### 29日
- 西里爾·馬丁，79歲，南非奧運摔跤手。[219]
- 露易絲·麥克斯韋（Lois Maxwell），80歲，加拿大女演員（《諾博士》《金手指》《殺戮之眼》），結直腸癌。[220]
- 沃爾夫岡·普雷森丹茲（Wolfgang Preisendanz），87歲，德國語言學家和文學評論家。[221]
- 猿橋勝子，87歲，日本科學家，肺炎。[222]
- 久拉·茲沃茨基（Gyula Zsivótzky），70歲，匈牙利鎚子投擲者，1968年奧運會金牌得主，癌症。[223]

### 30日
- Al Chang，85歲，美國兩次獲得普利策獎提名的軍事攝影師，白血病。[224]
- 約翰·亨內布里，89歲，美國空軍少將，心力衰竭。[225]
- Milan Jelić，51歲，波士尼亞政治家，塞族共和國實體主席（2006-2007），心臟病發作。[226]
- 喬·米蒂（Joe Mitty），88歲，英國樂施會慈善商店的創始人。[227]
- C. F. D. Moule，98歲，英國神學家和牧師。[228]
- 尤金·桑格（Eugene Saenger），90歲，美國放射科醫生和大學教授。[229]
- 奧斯瓦爾德·馬蒂亞斯·昂格斯（Oswald Mathias Ungers），81歲，德國建築師，肺炎。[230]